# Серра, Жозе
Жозе Серра (порт. José Serra; род. 19 марта 1942, Сан-Паулу) — бразильский политик, мэр Сан-Паулу (2005—2006), губернатор штата Сан-Паулу (2007—2010), кандидат в президенты Бразилии на выборах 3 октября 2010 года; член Бразильской социал-демократической партии.

## Биография

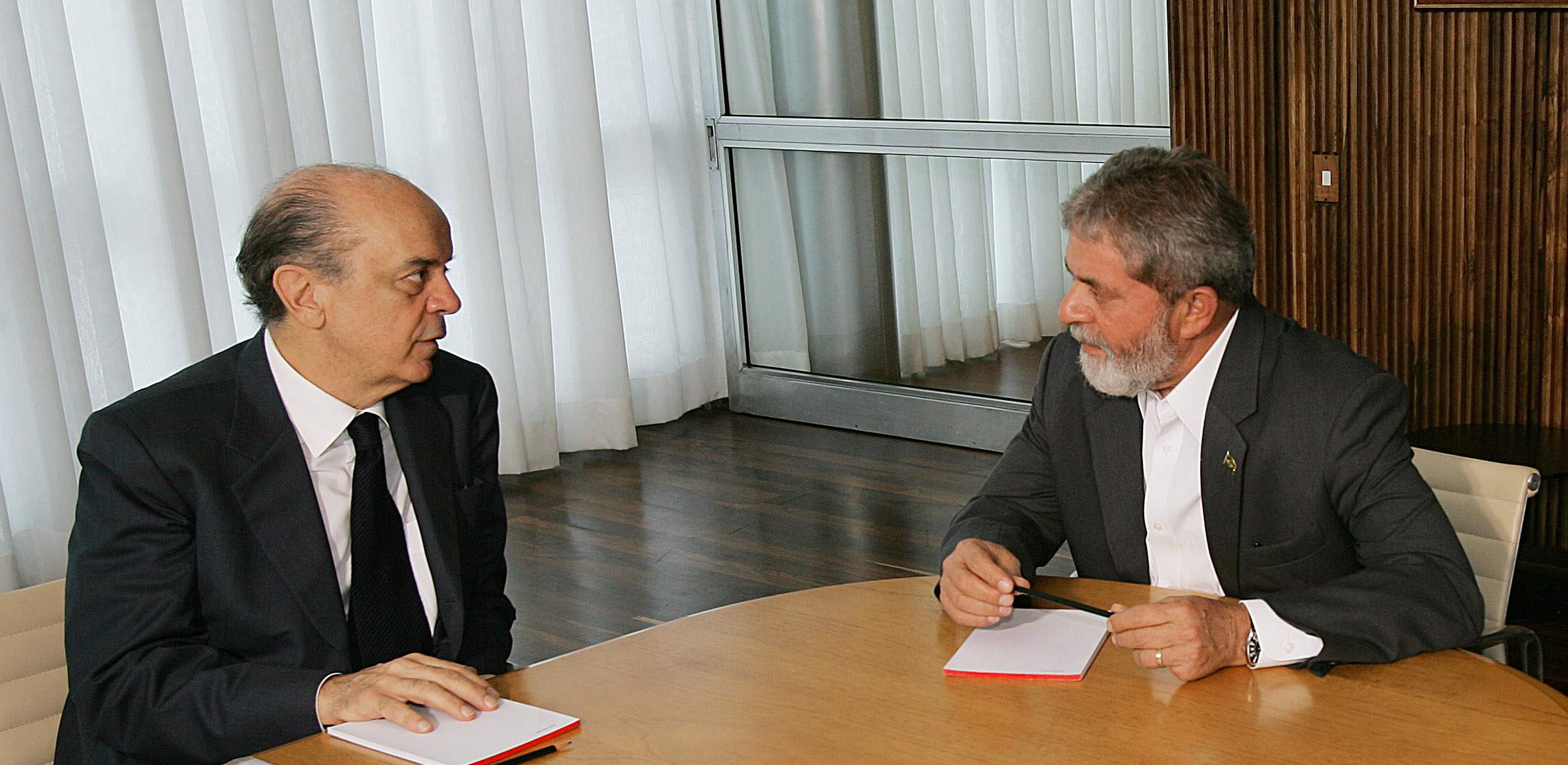
Жозе Серра и Луис Инасиу Лула да Силва

Родился в семье итальянских эмигрантов. Отучился четыре года в Политехнической школе Университета Сан-Паулу и был председателем крупного студенческого объединения (а также соучредителем организации «Народное действие», вышедшей из кругов левокатолической молодёжи), но после военного переворота 1964 года Серра был вынужден эмигрировать из страны из-за своей общественной деятельности. Некоторое время учился в университете Чили, где завершил высшее образование. Позднее получил степень доктора философии по экономике в Корнеллском университете (США), работал в Экономической комиссии ООН по Латинской Америке и Карибскому бассейну, был советником министра финансов правительства Народного единства в Чили при президенте С. Альенде. Чудом избежал расстрела в дни переворота генерала Пиночета в сентябре 1973 г. благодаря обнаруженному ООНовскому паспорту, позже работал также в Институте перспективных исследований в Принстоне.
В 1978 году вернулся в Бразилию. Некоторое время преподавал экономику в Государственном университете Кампинас; в 1982 году был назначен советником мэра Сан-Паулу. Автор научных работ по экономике Бразилии, в том числе в соавторстве с известным социологом Фернанду Энрики Кардозу, ставшем впоследствии президентом Бразилии (1995—2002).
В 1988 году впервые баллотировался на пост мэра Сан-Паулу. В 1995-96 был министром планирования Бразилии, в 1998—2002 — министром здравоохранения. На президентских выборах 2002 года был кандидатом от БСДП и собрал 19 694 843 (23,2 %) голосов в первом туре и 33 356 860 (38,7 %) голосов во втором туре и проиграл Луису Игнасио Лула да Силве. В 2004 году был избран мэром Сан-Паулу. Перед президентскими выборами 2006 года намеревался выдвинуться в президенты, но снял свою кандидатуру в пользу однопартийца Жералду Алкмина; сам Серра выставил свою кандидатуру в губернаторы штата Сан-Паулу и победил на них.
Весной 2010 года Серра выдвинул свою кандидатуру на президентских выборах 3 октября 2010 года. Кандидатуру Серры поддержали ещё две крупные партии — «Демократы» и Социалистическая народная партия Бразилии. В первом туре президентских выборов, прошедшем 3 октября 2010 года, Серра набрал более 33 миллионов (32,6 %) голосов и вышел во второй тур, который состоялся 31 октября. Во втором туре Жозе Серра проиграл Дилме Русеф, набрав 43,94 % голосов.
С 1 февраля 2015 сенатор.
С 12 мая 2016 по 22 февраля 2017 года — министр внешних связей Бразилии.
В начале июля 2020 года Серра и его дочь Вероника были обвинены федеральным министерством юстиции в отмывании денег в рамках операции Lava Jato. Семья Серра стала объектами обысков и арестов. По данным министерства, Серра получил неправомерные преимущества от нефтехимического концерна Novonor когда был губернатором.